# امی واکوی
امی واکوی (به ژاپنی: 和久井 映見،  Emi Wakui) (زادهٔ ۸ دسامبر ۱۹۷۰) هنرپیشهٔ اهل ژاپن است که از سال ۱۹۸۸ میلادی مشغول به فعالیت است. وی همسر ماساتو هاگی وارا در بین سال‌های ۱۹۹۵ تا ۲۰۰۳ میلادی بود.